# Wah-Wah
«Wah-Wah» es una canción del músico británico George Harrison, publicada en el álbum de 1970 All Things Must Pass. Harrison compuso la canción en enero de 1969 tras abandonar temporalmente The Beatles después de una disputa verbal con Paul McCartney durante las sesiones de grabación de Get Back. La letra supone una respuesta al criticismo musical que había recibido por parte de sus compañeros de grupo, especialmente de John Lennon y del propio McCartney, y estuvo inspirada parcialmente por la frustración que Harrison sentía debido a la involucración de Yoko Ono, esposa de Lennon, en la actividad del grupo.
«Wah-Wah» fue la primera canción grabada durante las sesiones de grabación de All Things Must Pass, poco después de la separación del grupo en abril de 1970. La grabación incluye una producción musical densa a cargo de Phil Spector y recargada de instrumentos musicales interpretados por una larga lista de invitados, con Eric Clapton, Billy Preston, Bobby Keys y Ringo Starr, entre ellos. Tras su publicación, la revista musical Rolling Stone describió la canción como «una gran cacofonía en la que la sección de vientos suena como si fuesen guitarras y viceversa».

## Personal
- George Harrison: voz, guitarra eléctrica, guitarra slide y coros.
- Eric Clapton: guitarra eléctrica
- Billy Preston: piano eléctrico
- Gary Wright: piano
- Pete Ham: guitarra acústica
- Tom Evans: guitarra acústica
- Joey Molland: guitarra acústica
- Klaus Voormann: bajo
- Ringo Starr: batería
- Bobby Keys: saxofón
- Jim Price: trompeta y arreglos musicales.
- Mike Gibbins: pandereta
- Sin acreditar: maracas y congas.